# Dmítrievka (Vladímir)
|  | Per a altres significats, vegeu «Dmítrievka». |

Dmítrievka (en rus: Дмитриевка) és un poble de l'óblast de Vladímir, a Rússia, segons el cens del 2012 tenia vuit habitants. Pertany al districte municipal de Múrom.